# Вальчук, Геннадий Павлович
Геннадий Павлович Вальчук (19 июня 1949) — советский и белорусский тренер по греко-римской борьбе, заслуженный тренер Белорусской ССР.

## Биография
Родился в 1948 году. Мастер спорта СССР. Работал тренером в Минском государственном городском училище олимпийского резерва.
Среди учеников: 3-x кратный чемпион СССР, 3-x кратный чемпион Европы, 4-x кратный призер чемпионатов мира Анатолий Федоренко, призер чемпионата Европы 2014 Александр Демьянович.

## Награды и звания
- Мастер спорта СССР (1968)[3]
- Заслуженный тренер Белорусской ССР (1986)